# Forel (vis)
De forel is een zalmachtige zoetwatervis behorend tot de familie Salmonidae, onderfamilie Salmoninae (echte zalmen).
Er zijn meerdere geslachten, waarvan enkele van de bekendste zijn:
- Het geslacht Salmo (Euraziatische forellen)
  - Forel, exclusief bedoeld als soortnaam: Salmo trutta, meestal behandeld als drie ondersoorten te weten:
    - Zeeforel, Salmo trutta trutta
    - Meerforel, Salmo trutta lacustris
    - Beekforel, Salmo trutta fario

- Het geslacht Salvelinus (zalmforellen uit het noorden van Noordelijk Halfrond)
  - Dolly varden Salvelinus malma
  - Amerikaanse meerforel Salvelinus namaycush
  - Stierforel Salvelinus confluentus
  - Bronforel, Salvelinus fontinalus
  - Trekzalm, Salvelinus alpinus

- Het geslacht Oncorhynchus, Pacifische zalmen en forellen (Noord-Amerika en Oost-Siberië)
  - Roodkeelforel Oncorhynchus clarki  (Cutthroat)
  - Goudforel Oncorhynchus aquabonita
  - Gilaforel Oncorhynchus gilae
  - Apacheforel Oncorhynchus apache
  - Regenboogforel, Oncorhynchus mykiss

Forel wordt gewoonlijk gevonden in koele, heldere stromen en meren, en is via natuurlijke weg verspreid over Noord-Amerika, Noord-Azië en Europa. Verschillende soorten zijn in de 19e eeuw in Australië en Nieuw-Zeeland ingevoerd door visliefhebbers. Dit leidde tot de verdringing van een aantal inheemse vissoorten.

## Viskweek en gastronomie
Forellen en met name regenboogforellen worden tegenwoordig ook veel in Europa gekweekt. De forellen worden verkocht aan horecagelegenheden, maar het merendeel van de gekweekte forellen wordt verkocht aan zogenaamde forelvisvijvers. Forellen worden daar uitgezet om later door sportvissers weer gevangen te worden.
De truite meunière, forel gewenteld in melk en bloem en dan in roomboter gebakken in de pan en opgediend met citroen, peterselie (en amandelschilfers) en een aardappelbereiding naar keuze, staat in België op het algemene menu als een gezond alternatief voor een vleesmenu.